# 베셀 함수
수학에서 베셀 함수(Bessel function)는 헬름홀츠 방정식을 원통좌표계에서 변수분리할 때 등장하는 특수 함수다. 물리학에서 맥스웰 방정식이나 열 방정식, 슈뢰딩거 방정식 등 다양한 문제를 풀 때 쓰인다.

## 정의
베셀 함수는 다음과 같은 상미분 방정식을 통해 기술되는 해 {\displaystyle y(x)}에 해당하는 함수 무리를 일컫는 말이다.
{\displaystyle x^{2}{\frac {d^{2}y}{dx^{2}}}+x{\frac {dy}{dx}}+(x^{2}-\alpha ^{2})y=0}
여기서 {\displaystyle \alpha }는 임의의 복소수다. 이 상미분 방정식을 {\displaystyle \alpha }차수의 베셀 방정식(Bessel equation)이라고 한다.
베셀 방정식은 2차 상미분 방정식이므로, 베셀 방정식은 서로 선형 독립인 두 가지 해를 가진다. {\displaystyle \alpha }가 정수일 경우, 두 해  가운데 하나는 {\displaystyle x\to 0}에서 발산하고, 다른 하나는 발산하지 않는다. 발산하지 않는 경우를 제1종 베셀 함수(Bessel function of the first kind) {\displaystyle J_{\alpha }(x)}라고 하고, 발산하는 경우를 제2종 베셀 함수(Bessel function of the second kind) {\displaystyle Y_{\alpha }(x)}라고 한다. ({\displaystyle \alpha }가 정수가 아닐 경우에도 {\displaystyle J_{\alpha }(x)}와 {\displaystyle Y_{\alpha }(x)}는 베셀 방정식을 통해 기술되는 선형 독립된 두 종류 해를 이룬다.) 즉, 베셀 방정식을 통해 얻어지는 일반해는 다음과 같다.
{\displaystyle y(x)=c_{1}J_{\alpha }(x)+c_{2}Y_{\alpha }(x)}
여기서 c1, c2는 임의의 상수다.

### 베셀 방정식 유도
베셀 방정식은 2차원 헬름홀츠 방정식
{\displaystyle (\Delta +k^{2})f=0}
을 극좌표계에서 변수분리하면서 등장한다.
먼저 헬름홀츠 방정식은 선형이므로 {\displaystyle f(r,\theta )}를 극좌표 {\displaystyle r,\theta }에 대해
{\displaystyle f(r,\theta )=R(kr)\Theta (\theta )}
와 같이 변수분리할 수 있는데, {\displaystyle \theta }는 극좌표계 상에서 각도를 나타내므로 {\displaystyle \Theta }는 360° 회전변환에 불변하는 형태인
{\displaystyle \Theta (\theta )=\cos n\theta } 또는 {\displaystyle \sin n\theta } ({\displaystyle n\in \mathbb {Z} })
가 되고, 이를 헬름홀츠 방정식에 대입할 시 라플라스 연산자가 극좌표계에서
{\displaystyle \Delta ={\frac {1}{r}}{\frac {\partial }{\partial r}}\left(r{\frac {\partial }{\partial r}}\right)+{\frac {1}{r^{2}}}{\frac {\partial ^{2}}{\partial \theta ^{2}}}}
로 나타남에 따라 다음과 같은 베셀 방정식을 얻는다.
{\displaystyle (kr)^{2}R''+(kr)R'+\left((kr)^{2}-n^{2}\right)R=0}

### 제1종 베셀 함수

α가 임의의 복소수일 때, 베셀 방정식을 통해 나타나는 가장 기본적인 해를 제1종 베셀 함수 Jα(x)라고 하며 다음과 같이 정의한다.
{\displaystyle J_{\alpha }(x)=\sum _{m=0}^{\infty }{\frac {(-1)^{m}}{m!(m+\alpha )!}}{\left({\frac {x}{2}}\right)}^{2m+\alpha }}
여기서 임의의 복소수에 대한 계승 {\displaystyle z!=\Gamma (z+1)}를 의미한다. ({\displaystyle \Gamma (z)}는 감마 함수이다.)
이 때 만약 α가 정수가 아니라면, Jα(x)와 J-α(x)는 선형 독립이면서 베셀 방정식의 해가 된다. 따라서
{\displaystyle y(x)=c_{1}J_{\alpha }(x)+c_{2}J_{-\alpha }(x)}
(여기서 c1,c2는 상수)는 α가 정수가 아닐 때의 베셀 방정식의 일반해가 된다.

#### 성질
{\displaystyle J_{-\alpha }(x)=(-1)^{\alpha }J_{\alpha }(x)}(α가 정수일때만 정의 된다)
{\displaystyle J_{-1/2}(x)={\sqrt {2 \over \pi x}}\cos x}
{\displaystyle J_{1/2}(x)={\sqrt {2 \over \pi x}}\sin x}
{\displaystyle {d \over dx}\left(x^{\alpha }J_{\alpha }(x)\right)=x^{\alpha }J_{\alpha -1}}
{\displaystyle \int _{0}^{x}x'J_{0}(x')dx'=xJ_{1}(x)}
{\displaystyle \sum _{k=-\infty }^{\infty }J_{k}(x)=1}

#### 베셀의 적분
n이 정수인 베셀 함수에 대해선 다음과 같이 적분 표현을 사용해서 베셀 함수의 표현이 가능하다.
{\displaystyle J_{n}(x)={\frac {1}{\pi }}\int _{0}^{\pi }\cos(n\tau -x\sin \tau )d\tau .}
이 형태는 프리드리히 베셀이 사용했던 접근법이다. 그리고 여기서 다른 몇몇 성질들을 유도해냈다.
또 다른 적분 형태의 정의로는 다음이 있다.
{\displaystyle J_{n}(x)={\frac {1}{2\pi }}\int _{-\pi }^{\pi }e^{-i(n\tau -x\sin \tau )}d\tau }

#### 경로적분법을 통한 표현
경로적분법을 사용하여 베셀 함수를 다음과 같이 표현할 수 있다.
{\displaystyle J_{n}(z)={1 \over 2\pi i}\oint e^{(z/2)(t-1/t)}t^{-n-1}dt}
여기서 적분 경로는 원점을 주변으로 반시계방향으로 도는 임의의 고리이다.

### 제2종 베셀 함수

만약 베셀 방정식의 계수 {\displaystyle \alpha }가 정수이면 {\displaystyle J_{-\alpha }(x)=(-1)^{\alpha }J_{\alpha }(x)}이므로 두 함수는 독립이 아니게 된다. 이 경우 나머지 한 해를 제2종 베셀 함수 Yα(x)라고 하고, 다음과 같다.
{\displaystyle Y_{\alpha }(x)=\lim _{m\rightarrow \alpha }{\frac {J_{m}(x)\cos m\pi -J_{-m}(x)}{\sin m\pi }}}.
{\displaystyle \alpha }가 정수가 아닐 경우에는 위 공식은 극한 없이 바로 사용할 수 있지만, {\displaystyle \alpha }가 정수일 경우에는 극한을 취하여야만 한다.

## 변형 베셀 함수
다음과 같은 2차 상미분 방정식을 변형 베셀 방정식(modified Bessel equation)이라고 한다.
{\displaystyle x^{2}{\frac {d^{2}y}{dx^{2}}}+x{\frac {dy}{dx}}-(x^{2}+\alpha ^{2})y=0}
변형 베셀 방정식의 해는 제1종 변형 베셀 함수 {\displaystyle I_{\alpha }(x)}와 제2종 변형 베셀 함수 {\displaystyle K_{\alpha }(x)}이다. 즉, 변형 베셀 방정식의 일반해는 다음과 같다.
{\displaystyle y(x)=c_{1}I_{\alpha }(x)+c_{2}K_{\alpha }(x)}
방정식의 특징 때문에 변형 베셀 함수는 쌍곡 베셀 함수라고도 불린다.

### 제1종 변형 베셀 함수

변형 베셀 방정식의 기본적인 해를 제1종 변형 베셀 함수 Iα(x)라 하고, 자세한 형태는 다음과 같다.
{\displaystyle I_{\alpha }(x)=i^{-\alpha }J_{\alpha }(ix)\;}

#### 급수 형태
제1종 변형 베셀 함수도 다음과 같은 급수 형태를 갖는다.
{\displaystyle I_{\alpha }(z)=\left({\frac {1}{2}}z\right)^{\alpha }\sum _{k=0}^{\infty }{\left({1 \over 4}z^{2}\right)^{k} \over k!\Gamma (\alpha +k+1)}}

#### 적분을 통한 표현
선적분을 통한 제1종 변형베셀함수의 표현은 다음과 같다.
{\displaystyle I_{n}(z)={1 \over 2\pi i}\oint e^{(z/2)(t+1/t)}t^{-n-1}dt}
여기서 적분경로는 원점을 주변으로 반시계방향으로 도는 임의의 고리이다.
조금 복잡하지만 다음과 같은 적분 표현법도 있다.
{\displaystyle I_{\alpha }(z)={1 \over \pi }\int _{0}^{\pi }e^{z\cos \theta }\cos(\alpha \theta )d\theta -{\sin(\alpha \pi ) \over \pi }\int _{0}^{\infty }e^{-z\cosh t-\alpha t}dt}
만약, α가 정수이면 위 식은 다음과 같이 간단해진다.
{\displaystyle I_{n}(z)={1 \over \pi }\int _{0}^{\pi }e^{z\cos \theta }\cos(n\theta )d\theta }

#### 미분과 관련된 성질
n = 0 에서의 제1종 변형 베셀 함수를 미분하면 다음과 같은 결과를 얻는다.
{\displaystyle I_{n}(x)=T_{n}{d \over dx}I_{0}(x)}
여기서 Tn은 제1종 체비세프 다항식이다.

### 제2종 변형 베셀 함수

마찬가지로, 변형 베셀 방정식에 대한 제2종 변형 베셀 함수 Kα(x)를 정의 할 수 있는데 그 자세한 형태는 다음과 같다.
{\displaystyle K_{\alpha }(x)={\pi  \over 2}{I_{-\alpha }(x)-I_{\alpha }(x) \over \sin \alpha \pi }}
변형 베셀 함수와 마찬가지로 α가 정수일 때 잘 정의가 되지 않으므로, 좀 더 엄밀히 정의하면,
{\displaystyle K_{\alpha }(x)=\lim _{m\rightarrow \alpha }{\pi  \over 2}{I_{-m}(x)-I_{m}(x) \over \sin \alpha \pi }}
또한 제2종 변형 베셀 함수는 다음과 같은 함수로 불리기도 했다.
- 배셋 함수
- 맥도날드 함수

## 다른 표현
베셀 함수는 다음과 같이 생성 함수로 표현할 수 있다. 이 공식을 야코비-앙거 전개(Jacobi–Anger expansion)라고 한다.
{\displaystyle \exp(ir\cos \theta )=\sum _{n}i^{n}J_{n}(r)\exp(in\theta )=J_{0}(r)+\sum _{n}2i^{n}J_{n}(r)\cos n\theta }.
이는 카를 구스타프 야코프 야코비와 카를 테오도어 앙거(Carl Theodor Anger)의 이름을 딴 것이다.
마찬가지로, 구면 베셀 함수도 다음과 같이 생성 함수로 표현할 수 있다. 이 공식을 레일리 전개(Rayleigh expansion)라고 한다.
{\displaystyle \exp(ir\cos \theta )=\sum _{n}i^{n}(2n+1)j_{n}(r)P_{n}(\cos \theta )}.
여기서 {\displaystyle P_{n}}은 르장드르 다항식이다.

## 역사
다니엘 베르누이가 최초로 정의하였다. 프리드리히 베셀이 연구하고, 일반화하였다.

## 같이 보기
- 헬름홀츠 방정식
- 구면 조화 함수
- 프로베니우스 방법